# Аламоса (город)
Аламоса (англ. Alamosa) — город в США, административный центр (1913) округа Аламоса штата Колорадо.

## Описание
Находится в южном Колорадо. Расположен вдоль реки Рио-Гранде в долине Сан-Луис, на западном склоне гор Сангре-де-Кристо. Основанный как город Гарленд недалеко от небольшого лагеря за воротами форта Гарленд (1858), кавалерийского поста, которым когда-то командовал Кристофер («Кит») Карсон, Аламоса была конечной станцией железной дороги Denver and Rio Grande Western Railroad. Он развивался как железнодорожный и автомобильный центр, из которого отправляются овощи, в том числе знаменитый картофель сорта Ред Мак-Клур. Здесь находится колледж штата Адамс (1921) и ворота в Национальный парк Грейт-Санд-Дьюнс. Форт Гарленд сейчас является историческим музеем. Неподалеку находится национальный заповедник дикой природы Аламоса–Монте-Виста, обеспечивающий среду обитания для перелетных водоплавающих птиц, а также часть национального леса Рио-Гранде. Инкорпорирован в 1878. Население (2000) 7960; (2010) 8780.